# 王黼
王 黼（おう ほ、1079年 - 1126年）は、北宋末期の宰相。字は将明。開封府の人。徽宗勅撰の青銅器図録『宣和博古図』の主編者。

## 生涯
崇寧年間に進士に及第した。立派な美少年の上に口達者であり、元符3年（1100年）に蔡京の宰相復帰を助けて、蔡京の抜擢で校書郎から御史中丞に上った。蔡京が引退すると、その後を継いで宰相となった。徽宗に迎合して多くの珍宝や奇品を献上し、信任を受けた。一方、私財の調達に狂奔、公金の横領の上に、婦女の奪取など横暴を極めた。
宣和7年12月23日（西暦で1126年1月25日）、金軍の侵攻に慌てた徽宗は、長男の欽宗に譲位した。王黼は、以前に鄆王趙楷（徽宗の次男）を太子に擁立しようと画策したことが露見して、欽宗により免職された。金軍の来襲に、王黼は財産を持って先に逃亡したが、雍丘で捕らえられた。直後に、蔡京・童貫・梁師成・朱勔・李邦彦と共に「六賊」とされ、それぞれ遠方へ流罪に処せられた。まもなく欽宗の命により、開封府尹の聶山の手で斬首された。